# Rivèrenert
Rivèrenert è un comune francese di 191 abitanti situato nel dipartimento dell'Ariège nella regione dell'Occitania.
Si trova nella valle del fiume Nert, dal quale ha ripreso il nome.

## Storia
Appartenne alla viscontea di Couserans e fu saccheggiata con altre località della regione nel corso delle guerre di religione nel 1590. Dal 1801 fa parte del cantone di Saint-Girons
Nel gennaio del 1992 ha subito un'inondazione.

## Luoghi di interesse
Vi si trovano i resti di un castello datato al XII secolo e una chiesa del XIX secolo, dedicata all'Assunzione.

## Economia
L'economia si basa su miniere di ferro (attive dal XIV secolo) e di manganese, su cave di marmo, sullo sfruttamento delle risorse forestali e sull'allevamento di bovini e ovini.

## Amministrazione
Appartiene alla comunità di comuni della Val' Couserans

## Società

### Evoluzione demografica
Abitanti censiti